# Ворсо (Северна Каролина)
Ворсо (енгл. Warsaw) град је у америчкој савезној држави Северна Каролина.

## Демографија
По попису из 2010. године број становника је 3.054, што је 3 (0,1%) становника више него 2000. године.
| Група             | 2000.         | 2010.         |
| Белци             | 1.008 (33,0%) | 881 (28,8%)   |
| Афроамериканци    | 1.542 (50,5%) | 1.619 (53,0%) |
| Азијати           | 3 (0,1%)      | 10 (0,3%)     |
| Хиспаноамериканци | 481 (15,8%)   | 516 (16,9%)   |
| Укупно            | 3.051         | 3.054         |